# سدس (صورت فلکی)
سُدْس یا سِکستان (Sextans) صورت فلکی کم‌نوری در استوای آسمان است در همسایگی صورت فلکی بزرگ شجاع.